# Ahmed Madouni
Ahmed Reda Madouni (Casablanca, 4 ottobre 1980) è un ex calciatore algerino, di ruolo difensore.

## Statistiche

### Cronologia presenze e reti in Nazionale
| Cronologia completa delle presenze e delle reti in nazionale ― Algeria | Cronologia completa delle presenze e delle reti in nazionale ― Algeria | Cronologia completa delle presenze e delle reti in nazionale ― Algeria | Cronologia completa delle presenze e delle reti in nazionale ― Algeria | Cronologia completa delle presenze e delle reti in nazionale ― Algeria | Cronologia completa delle presenze e delle reti in nazionale ― Algeria | Cronologia completa delle presenze e delle reti in nazionale ― Algeria | Cronologia completa delle presenze e delle reti in nazionale ― Algeria |
| Data                                                                   | Città                                                                  | In casa                                                                | Risultato                                                              | Ospiti                                                                 | Competizione                                                           | Reti                                                                   | Note                                                                   |
| ---------------------------------------------------------------------- | ---------------------------------------------------------------------- | ---------------------------------------------------------------------- | ---------------------------------------------------------------------- | ---------------------------------------------------------------------- | ---------------------------------------------------------------------- | ---------------------------------------------------------------------- | ---------------------------------------------------------------------- |
| 12-6-2005                                                              | Avignone                                                               | Mali                                                                   | 3 – 0                                                                  | Algeria                                                                | Amichevole                                                             | -                                                                      |                                                                        |
| 4-9-2005                                                               | Orano                                                                  | Algeria                                                                | 2 – 5                                                                  | Nigeria                                                                | Qual. Mondiali 2006                                                    | -                                                                      | 45’ 70’                                                                |
| Totale                                                                 |                                                                        | Presenze                                                               | 2                                                                      |                                                                        | Reti                                                                   | 0                                                                      |                                                                        |

## Palmarès

### Club

#### Competizioni nazionali
- Campionato tedesco: 1

Borussia Dortmund: 2001-2002
- Campionato qatariota: 1

Al-Gharafa: 2007-2008

#### Competizioni internazionali
- Coppa Intertoto UEFA: 1

Montpellier: 1999